# فهد الظنحانی
فهد الظنحانی (انگلیسی: Fahad Al-Dhanhani؛ زادهٔ ۳ سپتامبر ۱۹۹۱) بازیکن فوتبال اهل امارات متحده عربی است.